# 孙裕 (嘉靖进士)
孫裕，字順伯，浙江鄞县人，明朝政治人物。

## 生平
正德五年（1510年）庚午科浙江鄉試舉人，嘉靖五年（1526年）丙戌科三甲四十八名进士。嘉靖十二年（1533年）接替陆金任漳州府知府一职，由顾四科接任。十八年八月升江西按察司副使。